# Gojlo
Gojlo is een plaats in de gemeente Kutina in de Kroatische provincie Sisak-Moslavina. De plaats telt 449 inwoners (2001).